# Артевелде, Филипп ван
Филипп ван Артевелде (нидерл. Filips van Artevelde; 1340 — 27 ноября 1382) — сын Якоба ван Артевелде, капитан Гента в 1381—1382 годах, правитель Фландрии в 1382 году. Погиб в битве при Роозбеке.

## Биография
Младший сын Якоба ван Артевелде, крестник английской королевы Филиппы Геннегау. Благодаря своему происхождению и в память о его крестной матери, Филипп ван Артевелде был избран в декабре 1381 года, через два года после начала мятежа горожан против графа Людовика II Фландрского, комиссаром конфискаций Гента, затем, при поддержке предводителя восстания Белых шаперонов Питера ван ден Босша и гильдии ткачей, капитаном (суверенного с 24 января 1382 года) города.

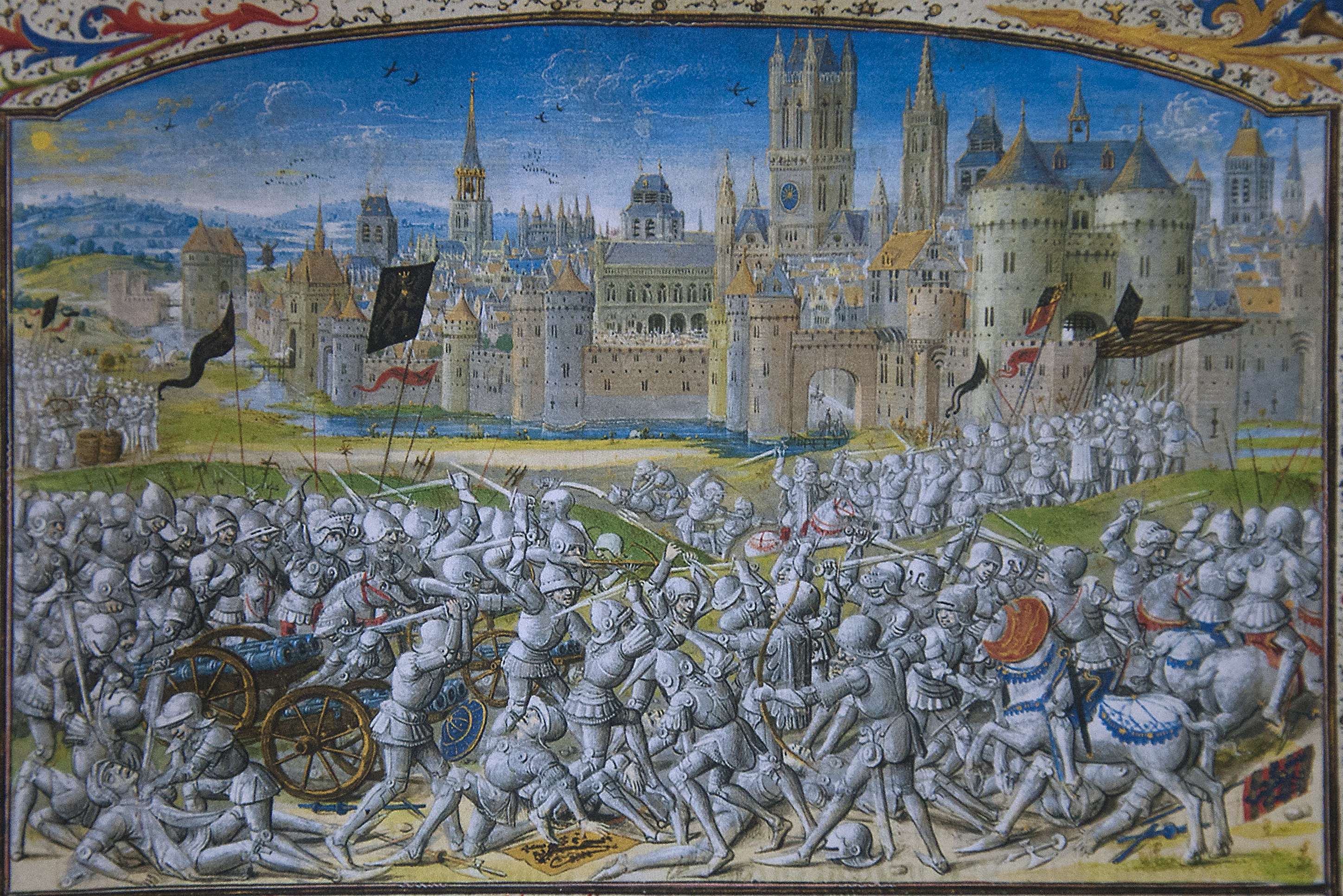
Битва на Беверхоутсфельд (Осиновых полях) 3 мая 1382 г. Миниатюра из «Хроник» Фруассара.

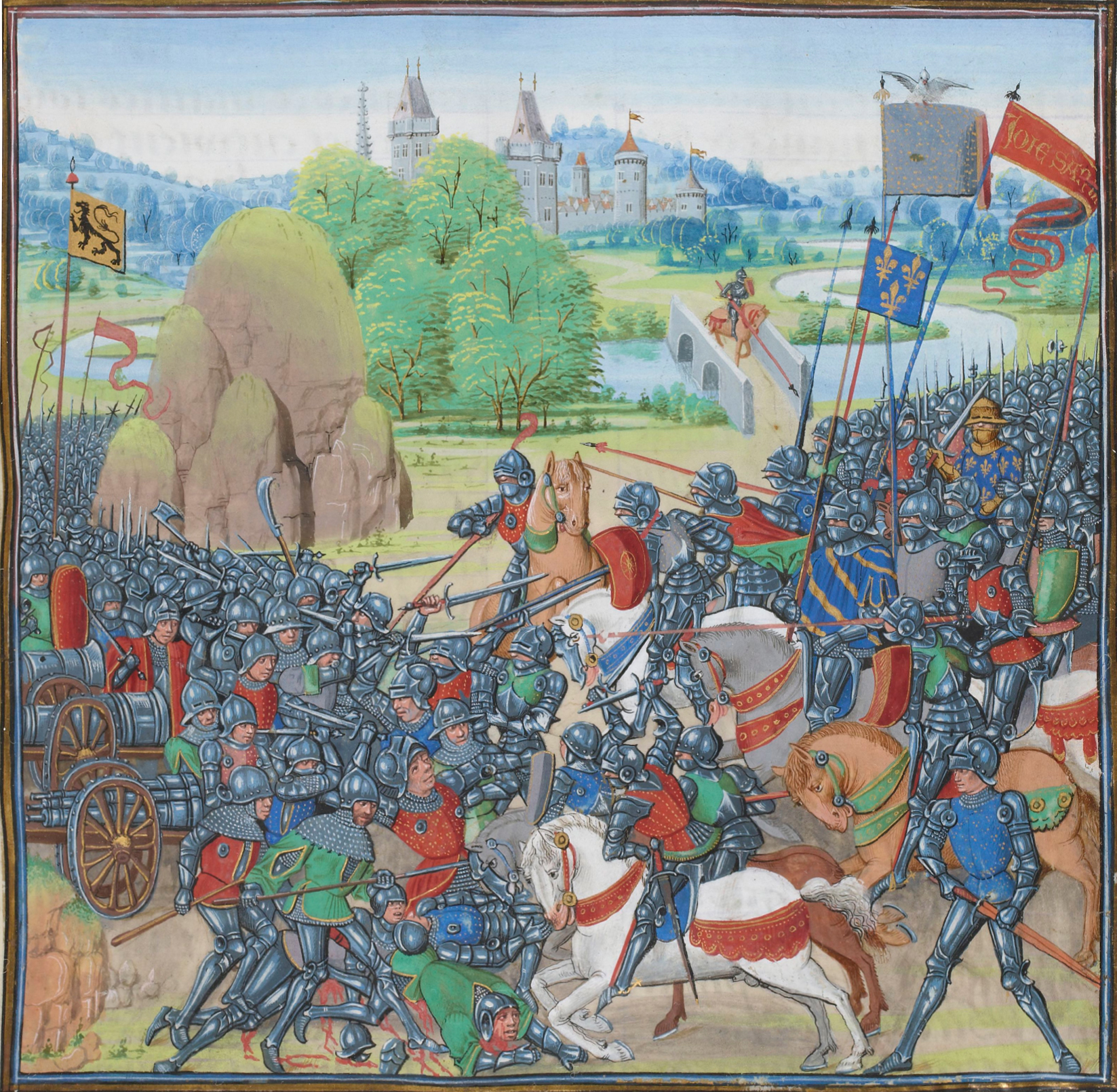
Битва при Роозбеке (1382). Миниатюра из «Хроник» Фруассара.

Во главе армии гентцев численностью 5 тыс. человек Артевелде принял 3 мая 1382 года сражение на Беверхутсвельде (Осиновых полях) под Брюгге с 40 тыс. рыцарями графа Фландрии и одержал победу. Он захватил Брюгге и подчинил Генту другие города Фландрии. Лишь гарнизон Ауденарде остался верным графу Фландрии. 9 июня Артевелде, провозгласивший себя губернатором Фландрии, осадил город. Оставив осаду, Артевелде с силами в 40 тыс. человек вышел навстречу армии французского короля Карла VI, который переправился через Лис у Комина и занял несколько фламандских городов. 
27 ноября 1382 года в Битве при Роозенбеке фламандцы потерпели сокрушительное поражение. Было убито около 26 тыс. человек. Сам Филипп ван Артевелде погиб, задавленный телами павших солдат. После сражения его труп был найден, представлен королю Франции и после повешен. После смерти Артевелде командование гентцами принял Франц Аккерман.
Филипп ван Артевелде стал главным героем трагедии Генри Тейлора (1834).